# Poliperconte
Poliperconte (394-303 a. C.) era un general macedonio que sirvió bajo Filipo II y Alejandro Magno. Después del regreso a Babilonia, Poliperconte fue enviado de nuevo a Macedonia con Crátero, pero solo consiguieron llegar a Cilicia, cuando Alejandro murió el 13 de junio de 323 a. C.
Poliperconte y Crátero fueron enseguida a Grecia, y ayudaron a Antípatro a acabar con la rebelión griega en la guerra lamiaca. Poliperconte permaneció en Macedonia tras la primera guerra de los diádocos, en la casa del regente de Macedonia, mientras que Antípatro viajó a Asia Menor para asegurar su regencia sobre todo el Imperio.
A la muerte de Antípatro en 319 a. C., Poliperconte fue nombrado comandante supremo y regente de la totalidad del imperio pero pronto entró en conflicto con el hijo de Antípatro, el ambicioso Casandro, que debía haber sido su lugarteniente. Los dos entraron en una guerra civil, que se generalizó rápidamente entre todos los sucesores de Alejandro: Poliperconte se coligó con Eumenes contra Casandro, Antígono Monoftalmos y Ptolomeo.
Aunque Poliperconte había acertado inicialmente en asegurar el control de las ciudades griegas proclamando su libertad, su flota fue destruida por Antígono Monoftalmos en 318 a. C., y Casandro se aseguró el control de Atenas al año siguiente. Después de estos hechos, Poliperconte fue expulsado de Macedonia por Casandro, que se apoderó del débil rey Filipo III Arrideo y su esposa Eurídice. Poliperconte huyó a Epiro, donde se unió a la madre de Alejandro Magno; Olimpia, a la viuda Roxana, y al hijo menor Alejandro IV. Formó una alianza con Olimpia y el rey Eácides I de Epiro; Olimpia condujo a su ejército a Macedonia y derrotó al ejército de rey Filipo III. Este fue capturado y asesinado, pero pronto Casandro regresó del Peloponeso, la apresó a ella, la asesinó en 316 a. C., y tomó a Roxana y al joven rey bajo su custodia.
Poliperconte huyó al Peloponeso, donde aún controlaba algunos puntos estratégicos, y se alió con Antígono, que se había peleado con sus anteriores aliados. Poliperconte pronto controló el Peloponeso, incluyendo Corinto y Sición. Después del tratado de la paz de 311 a. C. entre Antígono y sus enemigos, y del asesinato del joven rey Alejandro IV y de su madre, Poliperconte conservó estas regiones, y cuando la guerra explotó otra vez entre Antígono y los demás diádocos, Antígono envió al hijo mayor de Alejandro, Heracles, a Poliperconte, para enfrentarse a Casandro. Poliperconte, sin embargo, decidió romper con Antígono y asesinó al muchacho en 309 a. C. Conservó el control del Peloponeso hasta su muerte, algunos años más adelante, pero no desempeñó ningún otro papel en política.